# Good Time/Carrie
Good Time/Carrie è il quinto singolo di Wess, pubblicato dalla Durium (catalogo CN AI 9345) nel 1977 ed estratto dall'album Bello....

## I brani

### Good Time
Good Time, presente sul lato A del disco, è il brano scritto da Wess Johnson (per il testo) e suo fratello Marvin (per la musica).

### Carrie
Carrie, presente sul lato B del disco, è il brano composto da Toto Cutugno per la colonna sonora del film Carrie - Lo sguardo di Satana (1976). Mentre l'adattamento in italiano è di Luigi Albertelli, il testo originale è scritto da Merritt Malloy.

## Tracce

### Lato A
1. Good Time – 3:54 (edizioni musicali Durium)

### Lato B
1. Carrie (dal film Carrie - Lo sguardo di Satana) – 4:10 (edizioni musicali United Artists)